# Kanada-Gesetz 1982
Das Kanada-Gesetz 1982 (engl. Canada Act 1982, frz. Loi de 1982 sur le Canada) ist ein vom britischen Parlament erlassenes Gesetz, mit dem sämtliche verbleibenden verfassungsrechtlichen Bindungen Kanadas an das Vereinigte Königreich getrennt wurden. Das Gesetz enthält den Text des Verfassungsgesetzes von 1982 in Englisch und Französisch (den beiden Amtssprachen Kanadas) im Anhang B sowie die französische Übersetzung des Hauptteils im Anhang A. Somit ist es das erste britische Gesetz seit dem Mittelalter, das auf Französisch verabschiedet wurde.
Bis 1982 behielt sich das britische Parlament das Recht vor, das Verfassungsgesetz von 1867 (das effektiv die kanadische Verfassung war) zu ändern.

## Vorgeschichte
Kanadas Weg zur vollständigen Unabhängigkeit begann 1867 mit dem British North America Act (heute als Verfassungsgesetz von 1867 bezeichnet). Dieses Gesetz schuf den modernen Staat Kanada, indem die Provinz Kanada (heute Ontario und Québec), Nova Scotia und New Brunswick zu einem Dominion verschmolzen wurden (siehe auch Kanadische Konföderation). Kanada erhielt ein Parlament gemäß dem Westminster-System und eine eigenständig handelnde Regierung; ein Generalgouverneur vertritt den britischen Monarchen, der lediglich symbolische Macht ausübt.
Gleichwohl hatte das Vereinigte Königreich noch immer das Recht, für Kanada Gesetze zu erlassen. Das Statut von Westminster entzog dem britischen Parlament die legislative Macht in Kanada und in den anderen Dominions (Australien, Neuseeland, Südafrika und Neufundland), außer in Verfassungsfragen. Mit der revidierten Fassung des British North America Act erhielt das kanadische Parlament bedeutende verfassungsgebende Kompetenzen, für gewisse Änderungen war aber noch immer die Zustimmung des britischen Parlaments erforderlich.
Die Verzögerung bei der Verselbständigung der kanadischen Verfassung ergab sich insbesondere aus der lange herrschenden Uneinigkeit über einen Mechanismus für Verfassungsänderungen, der von allen Provinzen (insbesondere Québec) akzeptiert würde.

## Erlass und Proklamation
Das Kanada-Gesetz war die letzte Bitte des kanadischen Gesetzes um Änderung der Verfassung. Nach ergebnislosen Verhandlungen mit den Regierungen der Provinzen setzte Premierminister Pierre Trudeau seine Hoffnung auf eine unilaterale Umsetzung durch das Bundesparlament. Doch der Oberste Gerichtshof entschied, dass gemäß Gewohnheitsrecht eine substantielle Zustimmung der Provinzen notwendig sei. Trudeau konnte neun von zehn Provinzen durch das Hinzufügen einer Nichtanwendungsklausel überzeugen, welche die Anwendung der Charta der Rechte und Freiheiten einschränkt.
Abgesehen von Bedenken einiger Parlamentarier, die gegen die frühere schlechte Behandlung Québecs und der Ureinwohner durch die kanadische Bundesregierung protestierten, gab es im britischen Parlament kaum Opposition gegen das Gesetz. Das Kanada-Gesetz erlangte am 29. März 1982 auf britischer Seite Rechtskraft.
Drei Wochen später, am 17. April, war Elisabeth II. in ihrer Eigenschaft als Königin von Kanada zu Besuch in der kanadischen Hauptstadt Ottawa und unterzeichnete das kanadische Gegenstück zum Kanada-Gesetz, das Verfassungsgesetz von 1982.